# سیارک ۷۵۸۷
سیارک ۷۵۸۷ (به انگلیسی: 7587 Weckmann، نامگذاری:1992CF3) هفت هزار و پانصد و هشتاد و هفتمین سیارک کشف شده‌است که در ۲ فوریه ۱۹۹۲ کشف شد.
قدر مطلق سیارک برابر ۱۴٫۶۰ است.